# Eparchie astrachaňská
Eparchie astrachaňská je eparchie ruské pravoslavné církve nacházející se v Rusku.

## Území a titul biskupa
Zahrnuje správní hranice území obvodu Astrachaň, Volodarský, Ikrjaninský rajón, Kamyzjakský rajón, Limanskoje a Privolžský rajón Astrachaňské oblasti.
Eparchiálnímu biskupovi náleží titul biskup astrachaňský a kamyzjakský.

## Historie
Eparchie byla založena roku 1602 za vlády cara Borise Fjodoroviče Godunova a patriarchy Joba, a to na základě žádosti igumena Svjatotrojického monastýru v Astrachaňsku Feodosija (Charitonova). Vznikla oddělením území z kazaňské eparchie.
Roku 1605 byla povýšena na archieparchii a od 8. června 1667 do 3. dubna 1714 držela titul metropole.
Dne 12. března 2013 bylo rozhodnutím Svatého synodu odděleno část území eparchie k vytvoření nové achtubinské eparchie.

## Jména eparchie
Během historie eparchie se několikrát měnil její název;
- eparchie astrachaňská a terská (1602–1723)
- eparchie astrachaňská a stavropolská (1723–1799)
- eparchie astrachaňská a mozdokská (1799–1803)
- eparchie astrachaňská a kavkazská (1803–1829)
- eparchie astrachaňská a jenotajevská (1829–1917)
- eparchie astrachaňská a carjovská (1917–1943)
- eparchie astrachaňská a stalingradská (1943–1959)
- eparchie astrachaňská a jenotajevská (1959–2013)
- eparchie astrachaňská (od 2013)

## Seznam biskupů
- 1602–1606 Feodosij (Charitonov)
- 1615–1628 Onufrij
- 1629–1638 Makarij
- 1638–1640 Rafail
- 1641–1655 Pachomij
- 1656–1671 Iosif, svatořečený mučedník
- 1672–1680 Parfenij
- 1681–1682 Nikifor
- 1683–1696 Savvatij
- 1697–1714 Sampson
- 1716–1723 Ioakim
- 1723–1727 Lavrentij (Gorka)
- 1727–1730 Varlaam (Lenickij)
- 1730–1730 Lev (Jurlov), nepřevzal eparchii
- 1731–1755 Ilarion
- 1758–1776 Mefodij (Petrov)
- 1776–1786 Antonij (Rumovskij)
- 1786–1792 Nikeforos (Theotokis)
- 1792–1793 Tichon (Malinin)
- 1794–1794 Feofil (Rajev), nepřevzal eparchii, jmenování zrušeno
- 1794–1805 Platon (Ljubarskij)
- 1805–1805 Afanasij (Ivanov), zemřel v den jmenování 18. srpna 1805
- 1805–1806 Anastasij (Bratanovskij-Romaněnko)
- 1807–1808 Silvestr (Lebedinskij)
- 1808–1821 Gaij (Takaov)
- 1821–1821 Iona (Vasiljevskij)
- 1821–1824 Avraam (Šumilin)
- 1824–1825 Mefodij (Pišnjačevskij)
- 1826–1832 Pavel (Sabbatovskij)
- 1832–1840 Vitalij (Borisov-Žegačjov)
- 1841–1841 Stefan (Romanovskij)
- 1841–1844 Smaragd (Kryžanovskij)
- 1844–1856 Jevgenij (Baženov)
- 1856–1870 Afanasij (Drozdov)
- 1870–1874 Feognost (Ljebeděv)
- 1874–1877 Chrysanf (Retivcev)
- 1877–1880 Gerasim (Dobrosjerdov)
- 1880–1889 Jevgenij (Šerešilov)
- 1889–1892 Pavel (Vilčinskij)
- 1892–1892 Isaakij (Položenskij), nepřevzal eparchii
- 1892–1893 Pavel (Vilčinskij), podruhé
- 1893–1896 Mitrofan (Něvskij)
- 1896–1902 Sergij (Serafimov)
  - 1902–1902 Tichon (Obolenskij), dočasný administrátor
- 1902–1912 Georgij (Orlov)
  - 1912–1912 Innokentij (Kremenskij), vikář eparchie
- 1912–1913 Feofan (Bystrov)
- 1913–1913 Innokentij (Kremenskij)
- 1913–1914 Nikodim (Bokov)
- 1914–1916 Filaret (Nikolskij)
- 1916–1919 Mitrofan (Krasnopolskij)
  - 1917–1918 Leontij (von Wimpffen), vikář eparchie
  - 1919–1922 Anatolij (Sokolov), vikář eparchie
- 1920–1920 Palladij (Sokolov)
- 1922–1927 Faddej (Uspenskij)
- 1927–1928 Innokentij (Jastrebov)
  - 1927–1928 Stefan (Gnědovskij), dočasný administrátor
- 1928–1933 Filipp (Stavickij)
  - 1929–1930 Andrej (Komarov), dočasný administrátor
  - 1930–1931 Alexij (Stěpanovič Orlov), vikář eparchie
- 1933–1939 Andrej (Komarov)
  - 1939–1942 neobsazeno
  - 1942–1943 Grigorij (Čukov), dočasný administrátor
- 1943–1947 Filipp (Stavickij), podruhé
- 1947–1947 Nikolaj (Čufarovskij), nepřevzal eparchii, jmenování zrušeno
- 1947–1952 Filipp (Stavickij), potřetí
  - 1952–1953 Gurij (Jegorov), dočasný administrátor
- 1953–1954 Leonid (Lobačjov)
- 1954–1959 Sergij (Larin)
- 1959–1960 Gavriil (Ogorodnikov)
- 1960–1964 Pavel (Golyšev)
- 1964–1968 Iona (Zyrjanov)
  - 1968–1968 Pimen (Chmelevskij), dočasný administrátor
- 1968–1979 Michail (Muďjugin)
- 1979–1990 Feodosij (Dikun)
- 1990–1992 Filaret (Karagodin)
- 1992–2016 Iona (Karpuchin)
- od 2016 Nikon (Fomin)